# Avenida de Pablo Iglesias
La avenida de Pablo Iglesias es una avenida en Gijón, Asturias.

## Descripción

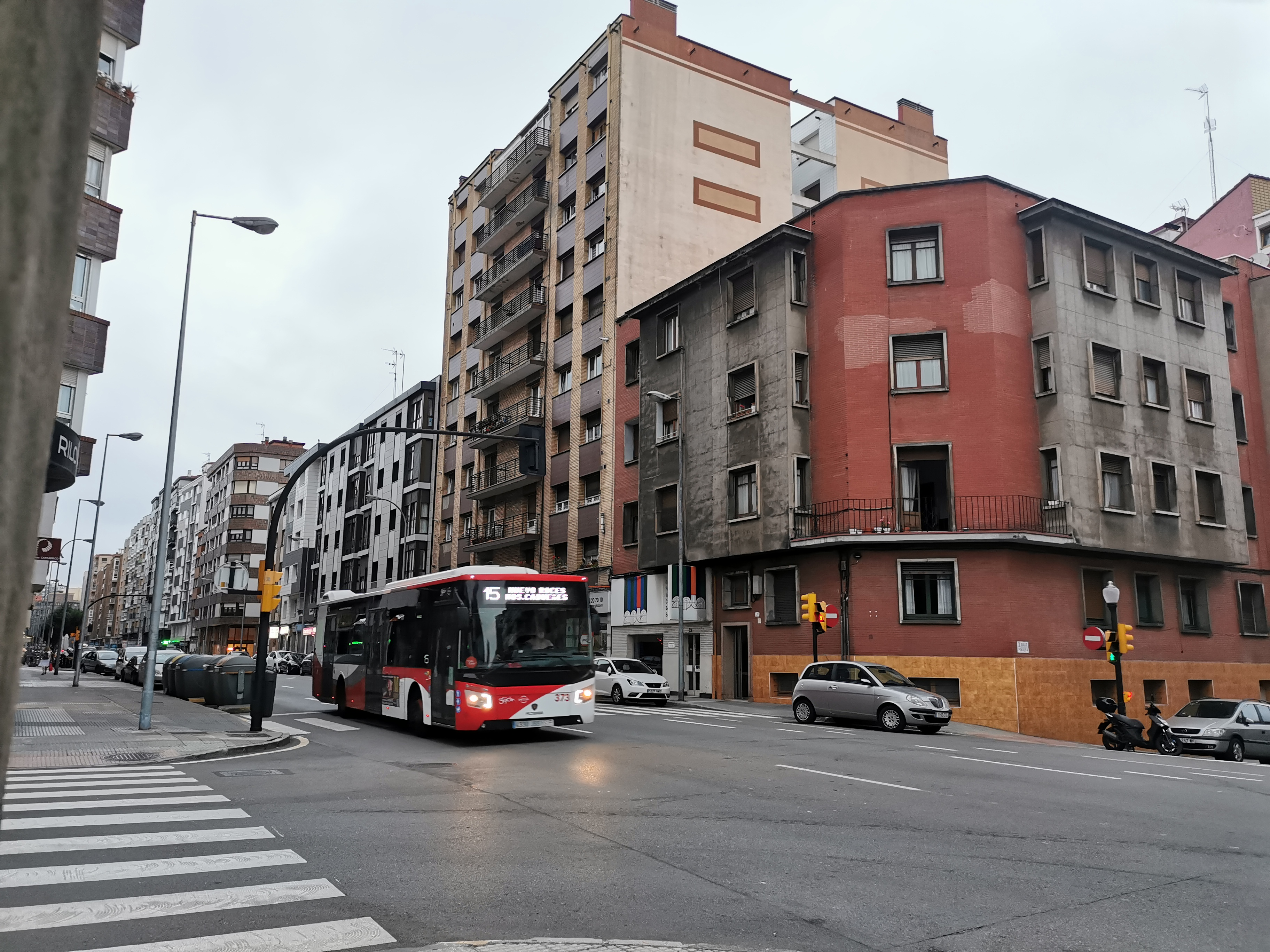
Autobús de la línea 15 de Emtusa

La avenida ronda el kilómetro de longitud y comienza en el cruce de la calle 17 de agosto, la avenida de El Llano y la avenida de Manuel Llaneza, siendo la continuación natural de esta última. Tras iniciar en el barrio de El Centro, sigue un trazado oeste-este actuando como divisor de los barrios de Ceares, La Arena y El Coto. Destaca su cruce con la calle Ramón y Cajal (uno de los puntos más ruidosos de la ciudad) y con la calle General Suárez Valdés (El Coto), a la altura del Colegio del Corazón de María.
Es un vial fundamental de las comunicaciones oeste-este de la ciudad, siendo de un solo sentido y alcanzando hasta cuatro carriles de circulación. En 2008 se contabilizaron más de 18.600 vehículos de media diaria, siendo la tercera vía gijonesa con mayor tráfico, por detrás de la avenida del Príncipe de Asturias y la avenida de Manuel Llaneza. Por la calle discurren las líneas de EMTUSA 1, 4, 15, 18 y 26.

## Toponimia
La calle se conocía en un origen como Boulevard de San José. El 7 de mayo de 1931 la avenida se renombra como Avenida de Pablo Iglesias, en honor al fundador del PSOE. Sin embargo, el 4 de diciembre de 1937 el Ayuntamiento modifica su nombre a Avenida de los Héroes del Cuartel de Simancas, en referencia a los fallecidos en el asedio al cuartel de Simancas durante la Guerra Civil, actual Colegio de la Inmaculada. Finalmente, el 9 de julio de 1982 la avenida se rebautiza como Pablo Iglesias hasta la actualidad.

## Historia

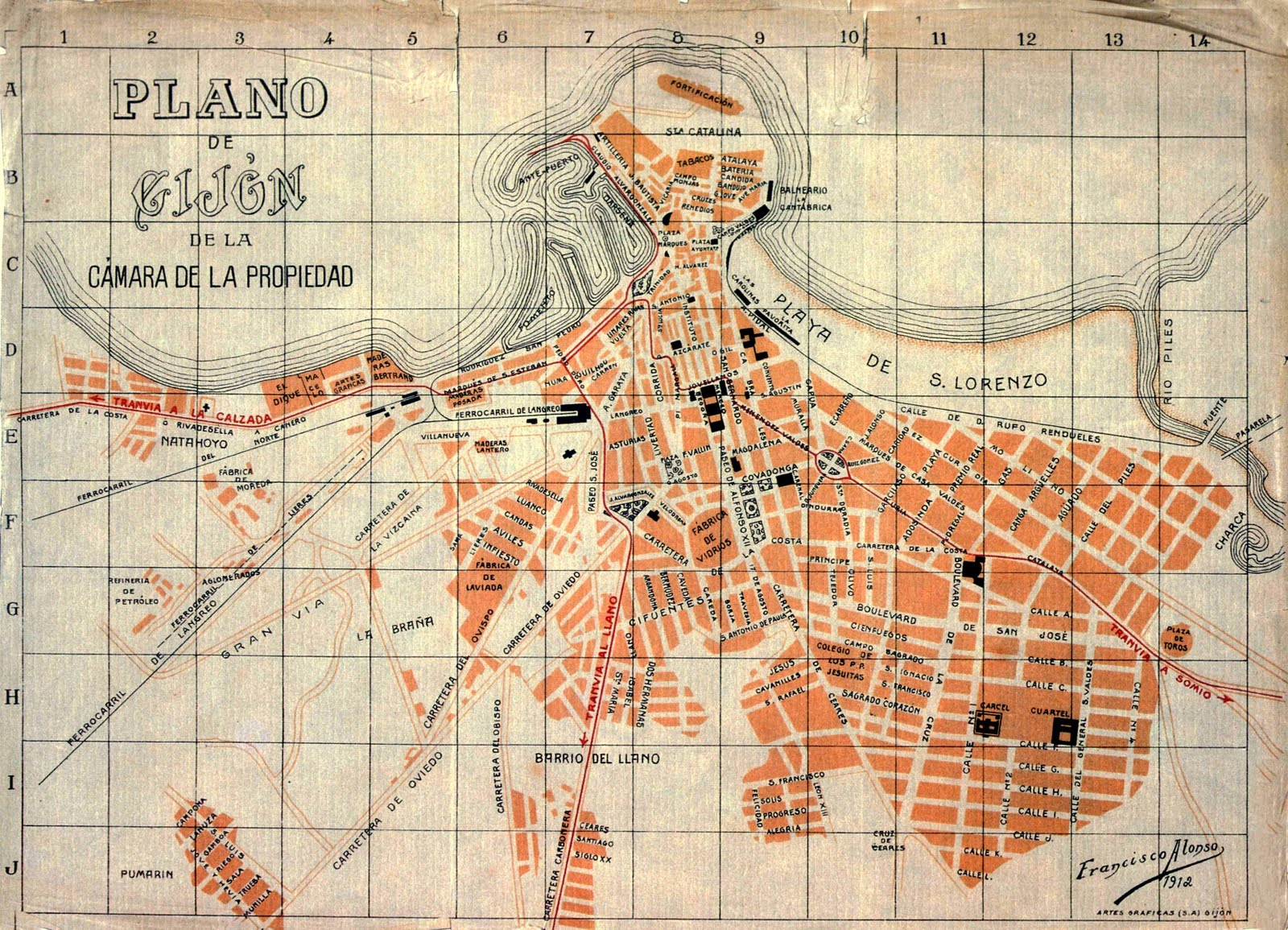
En este mapa de 1912 se aprecia al bulevar de San José (mitad derecha de la imagen) como límite norte de las parcelaciones de Ceares y El Coto.

### Origen
La avenida surge en 1888 como límite norte de la parcelación de una zona de fincas conocida como El Real. El epicentro de esa parcelación sería el Colegio de la Inmaculada (1892) y actualmente forma parte de la zona norte del barrio de Ceares. Una segunda parcelación más oriental a partir de 1898, la de El Coto de San Nicolás, prologaría la avenida, con una ligera desviación, desde la actual calle de Ramón y Cajal hasta la avenida de la Costa. La construcción del cuartel y cárcel en el interior de El Coto revalorizaría las propiedades más alejadas a estas infraestructuras, por lo que el bulevar de San José iría adquiriendo toques de ciudad jardín, con desperdigadas viviendas residenciales unifamiliares de baja altura y con jardín de acceso. En 1922 se contabilizaron 13 edificios en toda la calle; 5 en Ceares y 8 en El Coto. En 1903 un conjunto de influyentes propietarios lograría que la calle tuviera alcantarillado tras presionar al Ayuntamiento, destaca la figura de Calixto Alvargonzález, principal impulsor de las parcelaciones del barrio de El Coto.
Las viviendas unifamiliares desaparecerían con el tiempo, por lo que la edificación de la avenida se dio en la década de 1960, en pleno desarrollismo y violando en repetidas ocasiones el límite de edificación de altura permitido: En 1969 se contabilizan hasta 13 edificios que superan el límite, desde los 2,2 metros hasta los 5,4 metros, la mayoría edificados en 1968.

### Proyecto de reforma de 2014

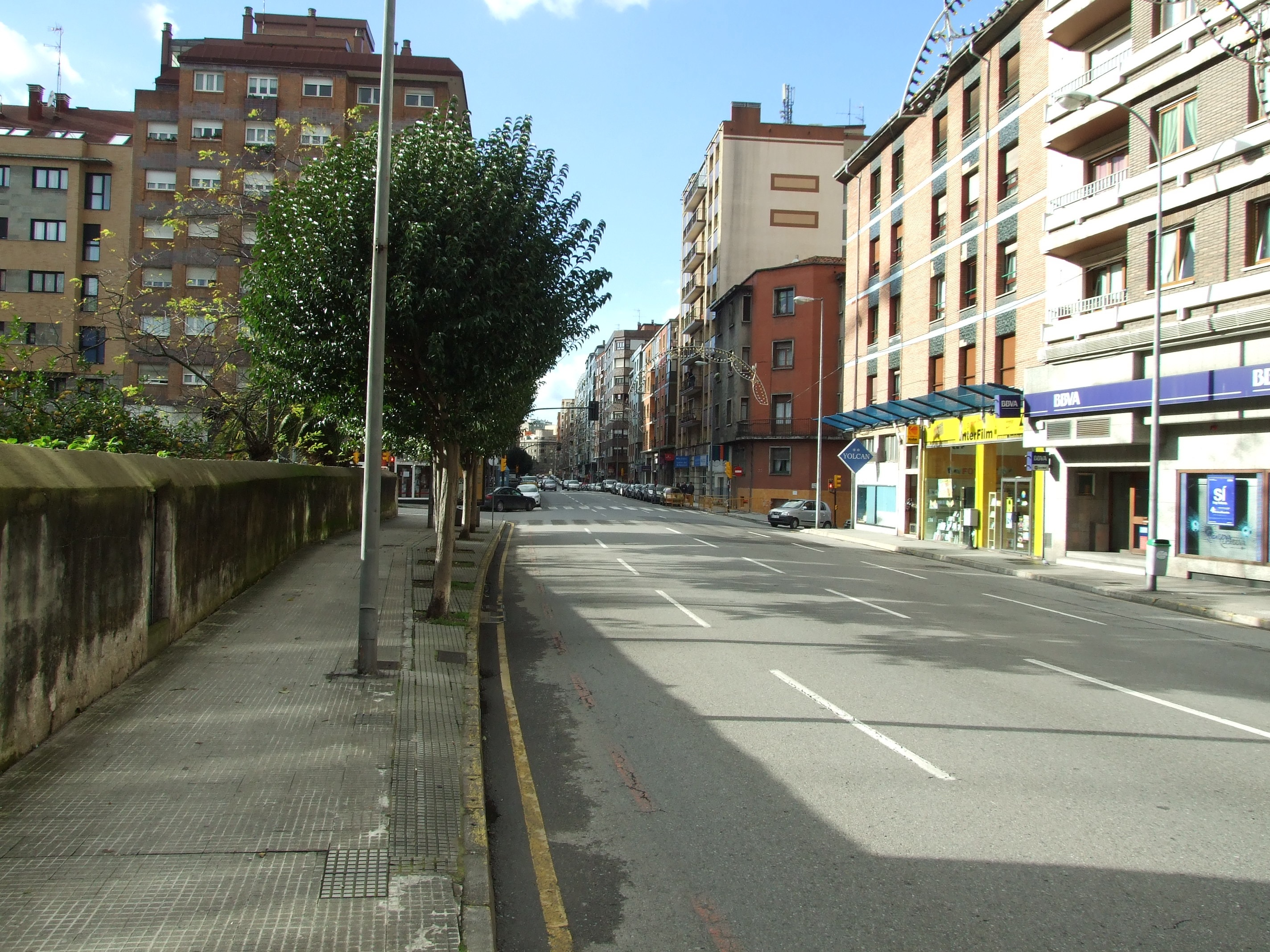
El mal estado de las aceras y su estrechez fue el principal motivo que impulsó a los distintos proyectos de reforma.

En 2008 el Ayuntamiento crea el denominado Plan de Avenidas, que consistía en una reforma íntegra de los grandes viales de la ciudad en los próximos años. Aunque se reformaran todos los viales propuestos (Ramón y Cajal y Castilla), por diversos motivos nunca se realizó en las avenidas de Manuel Llaneza y Pablo Iglesias.
En 2014 se presenta un plan de reforma integral para Manuel Llaneza y Pablo Iglesias que planteaba como pieza central del proyecto un carril bici en el lado izquierdo. También recogía la construcción de unas aceras más anchas y la reducción de los carriles de circulación a dos. Sin embargo, en 2015 el Ayuntamiento descarta reformar las dos avenidas (Manuel Llaneza y Pablo Iglesias) por la desaparición de plazas de aparcamiento que supondría. Además, por debajo de la calzada discurre desde mediados de los 2000 el túnel del metrotrén, imposibilitando un aparcamiento subterráneo como el de la avenida de Castilla.
En el verano de 2019 se renueva el asfalto de la calzada en gran parte de la avenida. En 2020 se pinta un ciclo-carril (no confundir con carril bici) en el lado izquierdo de la vía.

### Reforma de 2023
En 2022 se publica el borrador del Plan de Movilidad Sostenible, en donde se recogía la construcción de un carril bus, un carril bici y un polémico doble sentido de circulación. Meses después se publica un proyecto de reforma que materializa en parte el Plan de Movilidad.
El proyecto incluye un carril reservado para autobuses, taxis y vehículos de servicio público en el lado derecho de la avenida, que se prolongará desde la avenida de hermanos Felgueroso hasta la calle Usandizaga, frente a la plaza de toros de El Bibio. La reforma supondrá la desaparición de 80 plazas de aparcamiento y la expansión de la acera sur, lo que permitirá una ganancia de 1.436 metros cuadrados de espacio peatonal. Se instalarán unas novedosas baldosas que, mediante un granito especial, absorberán la contaminación del entorno. La reforma integral de la superficie costará 1,2 millones de euros. El proyecto será aprovechado de manera paralela por la Empresa Municipal de Aguas (EMA) para construir nuevos sistemas de transvase de aguas, saneamiento y colectores a lo largo de la avenida tras una inversión de 2,6 millones de euros. Ambas actuaciones son financiadas en parte por fondos europeos del Plan de Recuperación, Transformación y Resiliencia y suman un total de 3,8 millones de euros.
El proyecto es realizado por las constructoras Sardalla Española y Arposa 60 desde marzo de 2023. La reforma obtuvo algunas quejas vecinales. Además, solo se reformará el lado sur de la calle, sin incluir la renovación de la acera norte, el carril bici y el doble sentido, dejando a medias lo propuesto en el Plan de Movilidad. La obra se entregó en abril de 2024.

## Arquitectura
Destacan 3 edificios art decó y racionalistas:
- Avenida de Pablo Iglesias, 6: Edificio residencial neo-artdecó de seis plantas construido en 2003 por el arquitecto Miguel Díaz Negrete.[23]
- Avenida de Pablo Iglesias, 3: Edificio residencial de dos plantas construido en 1935 en estilo racionalista. Destaca la rejería de sus balcones.[23]
- Avenida de Pablo Iglesias, 72: Vivienda unifamiliar sobreviviente a la edificación de los 1960 en un marcado estilo racionalista.[23] Fue diseñada en 1939 por el arquitecto Pedro Cabello Maíz bajo encargo de Eduardo Dizy.[24] Con dos plantas, destacan sus marcados volúmenes y su escasez de ornamentación, conformándose con unas acanaladuras horizontales en su fachada.[25]

Existe un edificio original de la avenida de principios del siglo XX:
- Avenida de Pablo Iglesias, 67: Edificio de dos plantas más buhardilla de 1908. Siguiendo el modelo de arquitectura tradicional asturiana, incluye un mirador de madera en su parte central.[25]

Otros edificios:

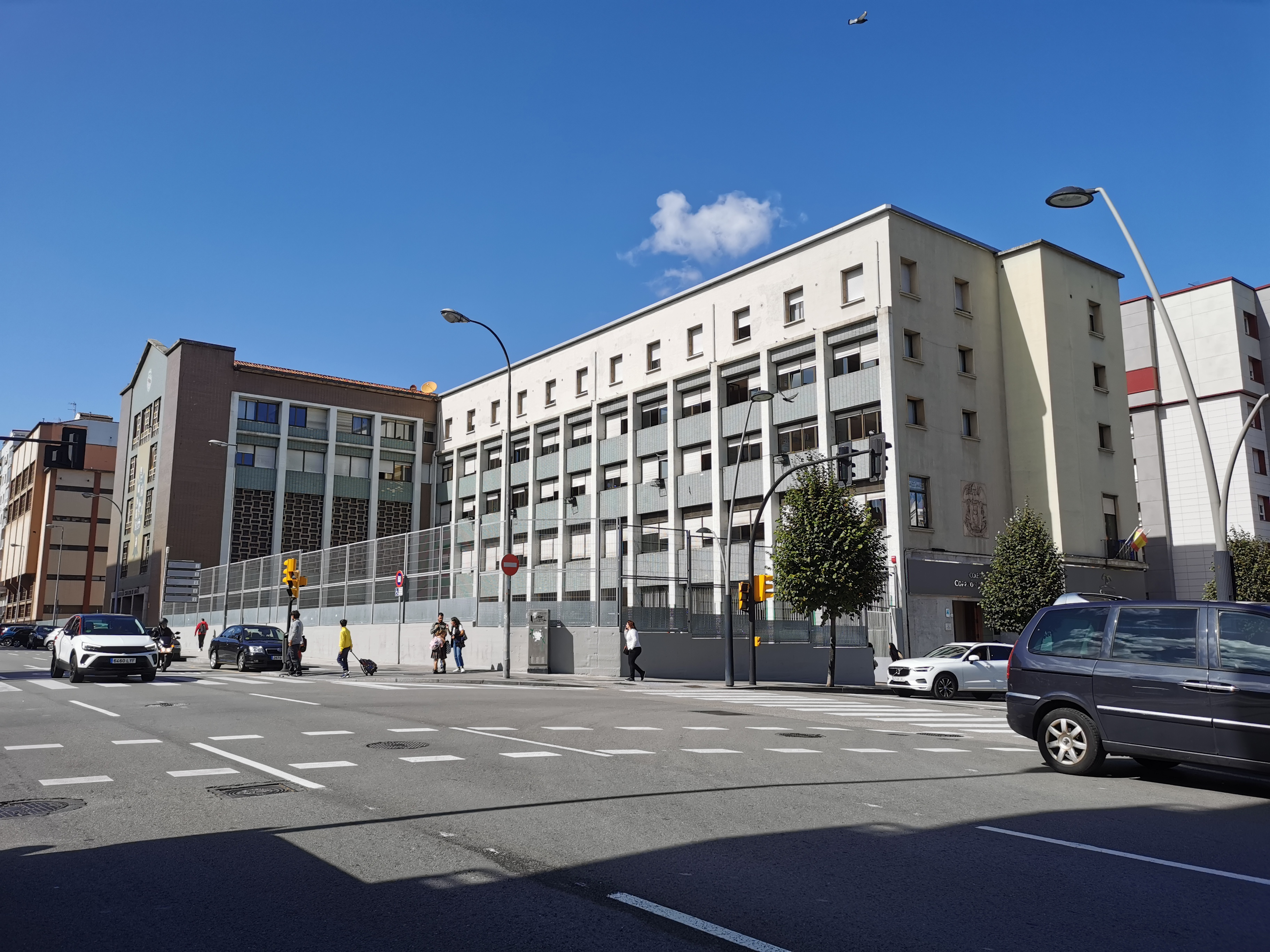
Colegio del Corazón de María (CODEMA)

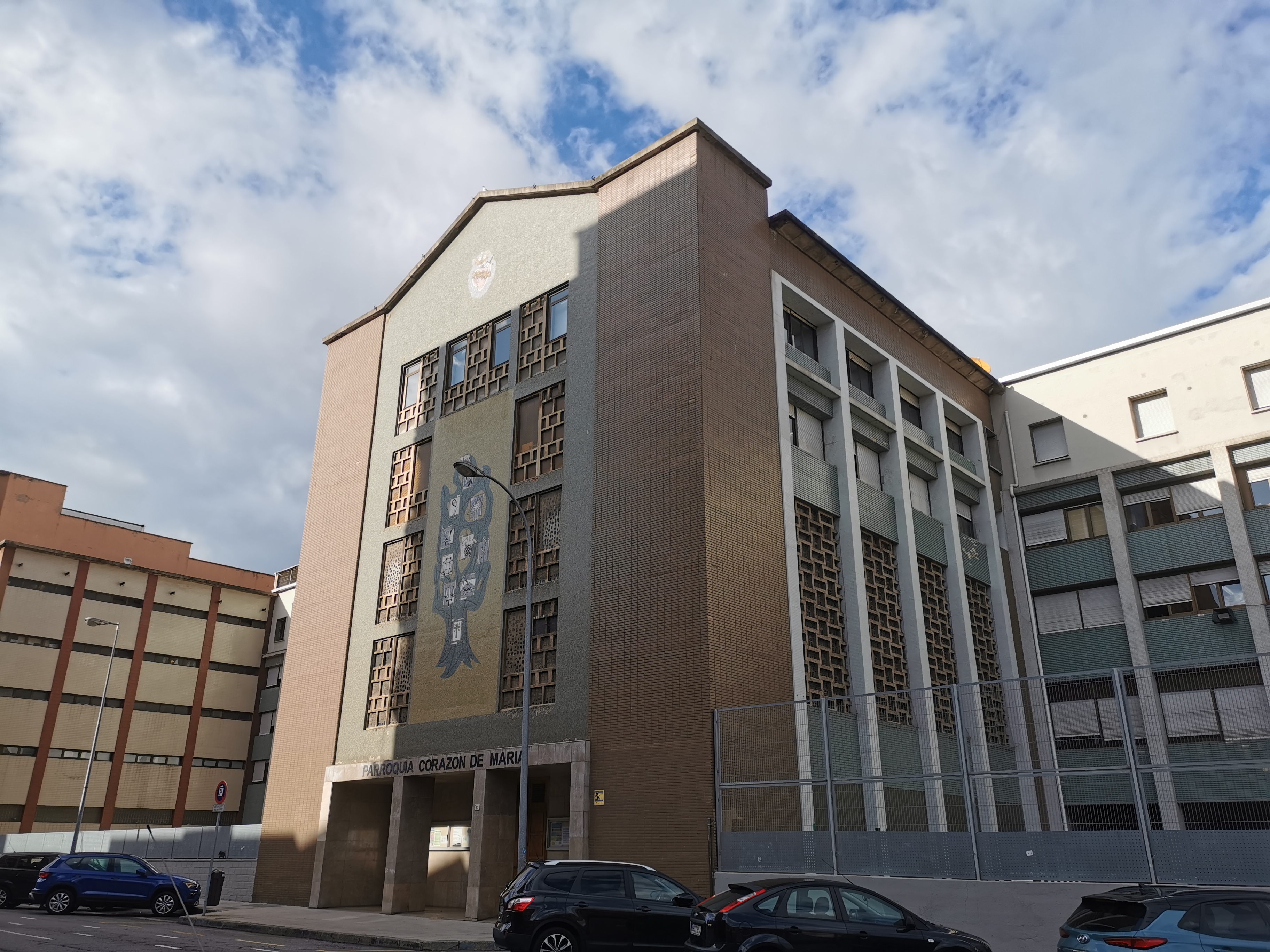
Iglesia del Corazón de María

- Colegio e Iglesia del Corazón de María: El colegio apareció en el cruce de la avenida de Pablo Iglesias con la calle General Suárez Valdés en 1941. En 1966 el edificio se amplia considerablemente, formando un complejo de gran tamaño de estilo racionalista. Destaca la iglesia, cuya fachada da directamente a la avenida y cuenta con un mosaico de Rubio Camín.
- Escuela Infantil San Nicolás: Ubicado enfrente del CODEMA, en el lado sur del cruce. Este edificio actualmente ocupado por una escuela infantil fue en origen una vivienda unifamiliar de la década de 1920. Incluye una torre, un alero de madero y volúmenes asimétricos. Es de estilo regionalista.
- Hospital Begoña: Sanatorio de urgencias inaugurado el 10 de marzo de 1958 y actualmente perteneciente a la compañía IMQ. De estilo racionalista, contiene bajo-relieves ornamentales en su fachada.La residencia de El Carmen y la Torre.

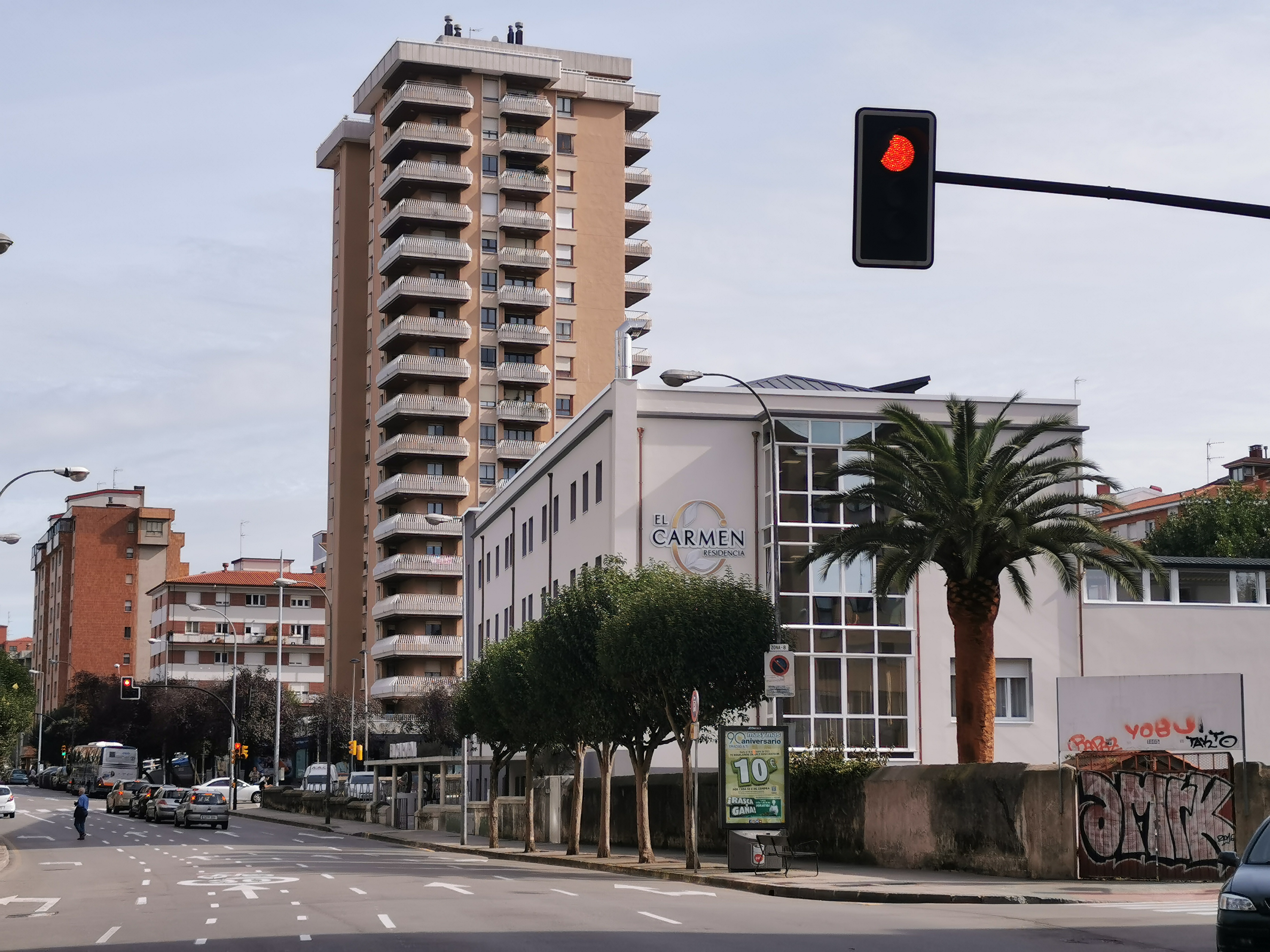
La residencia de El Carmen y la Torre.

- Residencia de El Carmen: Edificio racionalista con una gran zona ajardinada que ocupa toda su manzana, en el cruce con la calle Ramón y Cajal, desde 1989 actúa como residencia gerontológica. En 2022 finalizó una reforma integral del edificio.
- Torre en el cruce con Ramón y Cajal: Se trata del edificio más alto de la calle, construido a finales de los 1970.